# Station Voss
Het Station Voss is een spoorwegstation in Vossevangen in de Noorse provincie Vestland. Het eerste station in Voss werd geopend in 1883 en was toen het eindstation van Vossebanen. Bij het doortrekken van deze lijn richting Oslo kreeg Voss in 1907 het huidige station.
Vanuit Voss ging tot 1989 een zijlijn naar Granvin. Deze Hardangerbanen is inmiddels grotendeels opgebroken.
Voss is eindpunt voor de meeste stoptreinen vanuit Bergen. Een enkele stoptrein rijdt door naar Myrdal.